# 케라틴 4
케라틴 4(keratin-4) 또는 사이토케라틴 4(CK-4)은 단백질로, 사람에서는 KRT4 유전자에 의해 암호화된다.
케라틴 4는 제2형 케라틴에 속한다. 특히 케라틴 13과 함께 점막과 식도의 상피에서 발견된다. 케라틴 4를 암호화하는 유전자의 돌연변이는 백색해면상모반과 관련되어 있다. 백색해면상모반은 구강, 식도, 항문의 백색판증이 특징적으로 나타나는 질환이다.